# Appuntamento da sogno!
Appuntamento da sogno! (Win a Date with Tad Hamilton!) è un film del 2004 diretto da Robert Luketic, con Kate Bosworth, Topher Grace, Josh Duhamel e Ginnifer Goodwin.

## Trama
Virginia Occidentale. Rosalee Futch è una semplice ragazza che lavora come commessa in un centro commerciale assieme ai suoi due migliori amici Pete e Catylin. Come tutte le ragazze della città, Rosalee impazzisce per Tad Hamilton, uno scapolo hollywoodiano sempre attorniato da belle ragazze.
Un giorno Rosalee vince un concorso, e come premio le viene data l'opportunità di uscire proprio con Tad Hamilton. Durante l'appuntamento, Tad rimane colpito dalla semplicità della ragazza e così decide di seguirla nel West Virginia. Ciò lascia nello sconforto Pete, il ragazzo che è da sempre innamorato di Rosalee e che le stava per chiedere di trasferirsi con lui in una città vicina. Rosalee decide di partire con Tad per Hollywood, dove lui deve girare un film. Pete allora dichiara a Rosalee il suo amore baciandola, ma lei imbarazzata e stordita non gli risponde niente. Soltanto successivamente, in viaggio, capisce che Tad ha la pessima abitudine di recitare in qualsiasi momento e di essere innamorata di Pete, così decide di tornare indietro.

## Accoglienza
Sull'aggregatore Rotten Tomatoes, Appuntamento da sogno! ha ottenuto una votazione del 55% da parte dei 149 critici e del 47% da parte degli utenti. Su Metacritic, ha ricevuto un voto di 52/100 da parte della critica e di 7.9 da parte degli utenti.